# Temps sans pitié
Pour plus de détails, voir Fiche technique et Distribution.
Temps sans pitié (Time Without Pity) est un film britannique réalisé par Joseph Losey, sorti en 1957.

## Synopsis
Alec Graham est condamné à mort pour le meurtre de sa petite amie, retrouvée morte chez les Stanford, une riche famille. David Graham, n'apprend la nouvelle que peu de temps avant l'exécution de son fils, en sortant d'une cure de désintoxication. Il est persuadé que son fils est innocent et il va utiliser le peu de temps qui reste pour essayer de le disculper. Il interroge l'entourage de son fils et de la victime et recommence à boire. Plus son enquête progresse, plus il est ivre et moins il est crédible. Il découvre l'assassin, mais le ministère ne le croit pas et veut une preuve matérielle pour rouvrir le dossier et ajourner l'exécution. Pour la créer, David Graham va obliger l'assassin à le tuer et à se dévoiler.

## Fiche technique
- Titre : Temps sans pitié
- Titre original : Time Without Pity
- Réalisation : Joseph Losey
- Scénario : Ben Barzman, d'après la pièce d'Emlyn Williams Someone Waiting
- Production : John Arnold et Anthony Simmons, Leon Clore (prod. exécutif) pour Harlequin Productions Ltd.
- Musique : Tristram Cary
- Photographie : Freddie Francis
- Cadreur : Arthur Ibbetson
- Direction artistique : Bernard Sarron
- Conseiller visuel : Richard MacDonald
- Montage : Alan Osbiston
- Pays d'origine : Royaume-Uni
- Format : Noir et blanc - 1,37:1 - Mono - 35 mm
- Genre : Policier
- Durée : 85 minutes
- Date de sortie : mars 1957

## Distribution
- Michael Redgrave : David Graham
- Leo McKern : Robert Stanford
- Ann Todd : Honor Stanford
- Paul Daneman : Brian Stanford
- Peter Cushing : Jeremy Clayton
- Alec McCowen : Alec Graham
- Renee Houston : Mrs. Harker
- Lois Maxwell : Vicky Harker
- Richard Wordsworth : Maxwell
- George Devine : Barnes
- Joan Plowright : Agnes Cole

## Autour du film
- Temps sans pitié, sorti en 1957, fut un film décisif dans la carrière de Joseph Losey. Il marqua le retour du cinéaste américain à une activité normale, après des années de semi-clandestinité due principalement au maccarthisme. Mais c'est aussi cette réalisation qui fit découvrir plus largement Joseph Losey en France et permit, ensuite, sa reconnaissance internationale.
- « Ce fut un grand tournant dans ma vie [...] parce qu'il fut apprécié des Français, et qu'à travers eux, il atteignit beaucoup d'autres gens, beaucoup d'autres pays [...] Je dois tout cela au groupe du cinéma Mac Mahon à Paris, et, à ce moment-là, c'était surtout Pierre Rissient, Michel Fabre et Claude Makovski, mais aussi quelques autres », dit Joseph Losey[1].
- Quelques autres comme Bertrand Tavernier qui écrivit son premier texte de critique de cinéma à l'occasion de la sortie de Time Without Pity. « Et l'on ne peut qu'être frappé de voir les rapports père-fils en constituer le sujet principal, comme dans son premier long métrage, L'Horloger de Saint-Paul (1974) », nous dit Stéphane Goudet[2]. Sans doute, également, faut-il y voir, en filigrane, dans le film de Losey comme dans celui de Tavernier, contemporain en France de Deux hommes dans la ville de José Giovanni, une condamnation de la peine de mort.
- De même, Temps sans pitié inaugura les débuts de la collaboration entre Losey et Richard MacDonald qui « dessina minutieusement les décors et les plans à tourner et fournit au metteur en scène nombre d'idées fécondes - l'idée du Taureau de Goya dans le pré-générique est de lui. »[3]
- « La pièce d'Emlyn Williams était une simple pièce policière, que Barzman et moi, et surtout le producteur Leon Clore, avions complètement retournée. C'était un suspense où l'on essayait de trouver qui était l'assassin et pourquoi. Or, pour notre part, nous avons montré le crime avant le générique de façon que le coupable fût aussitôt connu », explique le réalisateur[4].
- « Le spectateur connaît », donc, « le coupable, ayant assisté au meurtre durant la première  et admirable séquence [...]. Engagé dans cette terrible course contre la montre, Losey pouvait tomber dans bien des pièges. Non seulement il les a évités, mais il a réussi, de plus, à concilier la démonstration mathématique   précise et sèche et qui touche à l'épure, et la poésie la plus folle, le lyrisme le plus bouleversant », écrit Bertrand Tavernier[5].
- « Sur le plan du rythme, de la photo et du jeu, Losey réussit à maintenir une tension tragique permanente. Elle n'a rien à voir avec l'habituel suspense des énigmes policières [...] et provient beaucoup moins du caractère inexorable de l'écoulement du temps à l'intérieur des vingt-quatre heures dont dispose le héros que de ce baroquisme sobrement et magistralement mis en place par Losey », note, quant à lui, Jacques Lourcelles[6].
- « Aussi importants que le résultat de l'enquête sont les changements que provoque David Graham (Michael Redgrave), désintoxiqué sans cesse au bord de la rechute, chez toutes les personnes qu'il rencontre, et cela jusqu'à la fin, ultime et étonnant coup de théâtre, scène brutale dans laquelle on peut voir le pendant inversé de la scène d'ouverture. »[7] [...] Lorsque « le soupçon qui n'avait cessé de croître bascule brusquement dans la certitude », le film est alors bâti sur l'idée de renversement. « La seconde partie nous fait retrouver les mêmes lieux, les mêmes comparses, dans un ordre presque identique, mais cette fois l'éclairage a changé, et chaque scène parallèle devient l'inverse de son modèle [...] Comme si la preuve de l'innocence d'Alec Graham (Alec McCowen) faisait écrouler un monde pour le remplacer par son envers. [...] Les miroirs, dont les reflets ne renvoient, selon une loi optique bien connue, qu'une réalité inversée, trouvent dans ce contexte une importance particulière. »[7]
- En vérité, affirme encore Bertrand Tavernier, « l'anecdote policière a éclaté. [...] et cela, pas tellement à cause du plaidoyer contre la peine de mort, de l'attaque contre la presse, ou même la dénonciation de l'incapacité de la justice [...] mais surtout par la façon dont Losey nous décrit ses personnages. Ces êtres seuls, aliénés dans leur solitude par cette société qui les écrase, et à laquelle ils ont cessé de s'opposer, sont des vaincus, presque des lâches. »
- « Temps sans pitié apparaît comme une œuvre destructrice : le seul moyen de faire triompher la vérité est la violence », écrit-il plus loin.
- « Dans les dernières scènes du film, se déploie tout le talent de Losey, peintre de l'aube et du crépuscule, de la sérénité et de la violence [...] », conclut Jacques Lourcelles[6].